# 替代字符
替代字符（英語：substitute character，␚）是一个控制字符，它被用于替代识别为无效、错误或不能在指定设备上表示的字符。它也被一些编程语言用于转义序列。
在ASCII和Unicode字符编码中，该字符的编码为第26号（十六进制 1A）。标准键盘下，同时按下Ctrl + Z键将发送此代码（Ctrl+Z通常表示为^Z）。当使用Unicode进行编码时，输出会兼容该字符时，但是推荐使用replacement character（�，U+FFFD）进行代替，以达到解码时显示该字符的目的。

## 使用

### 文件末尾
在CP/M 1和2（以及MP/M的衍生品）上，EOF必须被显式标记，因为CP/M文件系统本身不记录文件大小，并且文件放在固定大小的记录空间上，而每个文件的结尾通常都会留下一些已分配但未使用的空间。在CP/M上这会使用十六进制的1A字符填充。CP/M 3及更高版本（以及如Concurrent CP/M、Concurrent DOS和DOS Plus等衍生品）所使用的扩展CP/M文件系统支持字节粒度文件，所以这不再是一个强制要求，而是一个纯粹的惯例，以确保向后兼容性。
在CP/M、86-DOS、MS-DOS、PC DOS、DR-DOS及它们的各种衍生品中，字符26也用于指示字符流的结束，从而用于终止交互式用户输入命令行窗口（以及经常用于完成控制台输入重定向，例如COPY CON: TYPEDTXT.TXT所要求的输入）。
尽管在技术上不再需要指示文件的结束，但许多文本编辑器和程序语言直到现在仍支持该约定，或者可以被配置为在编辑时将该字符插入到文件末尾，或者至少适当地处理它们的文件。在这种情况下，它通常被称之为“软”EOF，因为它不一定表示文件的物理性结束，更多是“之后没有有用数据”的一种标记。因此事实上，在该字符后可能仍存有有用的数据，直至它在文件系统上的终止点。因而，它也可以被用来隐藏文件的内容，在文件输入到控制台或某些编辑器时。许多文件格式标准（例如PNG和GIF）在其标题段中包含字符26以精确完成功能。一些现代的文本文件格式（例如CSV-1203）仍推荐插入EOF字符作为文件的最后一个字符。但是，在MS-DOS和微软Windows中输入Control+Z并不会嵌入一个EOF字符，系统API也不使用该字符来表示文件的实际结尾。
一些编程语言（例如Visual Basic）在使用内置的文件读取方式时不会读取软EOF之后的内容，因此若需要则必须使用替代方法，例如将文件打开为二进制模式，或者使用“文件系统对象”操作它。
字符26被用于标记“文件结束”，即使ASCII将它称为“替代”（Substitute），并且有其他字符完成此目的。被称为“文件分隔符”的字符28也被用于类似的目的

### Control+Z

#### Control+Z(Unix)
在Unix操作系统中，Control+Z用于挂起 当前正在执行的交互进程（放置于后台并使之停止）。
挂起的进程之后可以通过前台（交互式）模式恢复，即输入命令（fg），或者以后台模式继续执行，即输入命令（bg），或者被终止。当一个用户在終端上输入时，当前运行的前台进程发送一个“终端终止”（SIGTSTP）信号，这通常就导致进程被挂起而暂停执行。

#### Control+Z(其他)
在许多用户图形界面和应用程序中，Control+Z（Mac OS上为⌘ Command+Z）可以用来撤销上一次操作。同时，许多应用程序也支持按下多次Control+Z来撤销多次操作。Control+Z是Xerox PARC选择的一列用来控制文本编辑的键盘序列。选择这些特定的按键很可能是因为它们在标准QWERTY鍵盤上的独特位置，Z（撤销）、X（剪切）、C（复制）、V（粘贴）键都在标准QWERTY鍵盤的左下区域。
更多可参考词条：快捷键

## 其他
Unicode安全注意事项 （页面存档备份，存于）（英文）建议将此字符作为字符集转换期间不可映射字符的安全替代品。

## 表示法
- ASCII和Unicode以如下形式表示它：
八进制码：32
十进制码：26
十六进制码：1A、U+001A
助记符号：SUB
二进制值：11010